# هنري وكاتو
هنري وكاتو (بالإنجليزية: Henry and Cato)‏ هي رواية للكاتبة البريطانية آيريس مردوك، نشرت عام 1976، لأول مرة عن دار نشر تشاتو آند ويندوس.